# Deroplatys philippinica
Deroplatys philippinica är en bönsyrseart som beskrevs av Werner 1922. Deroplatys philippinica ingår i släktet Deroplatys och familjen Mantidae. Inga underarter finns listade i Catalogue of Life.